# 野王〜愛と欲望の果て〜
『野王～愛と欲望の果て～』（やおう あいとよくぼうのはて、原題：야왕 野王）は、2013年に韓国のSBSで放送されたテレビドラマ。クォン・サンウとスエが主演を務め、東方神起のユンホも出演した。
日本では、テレビ東京の「韓流プレミア」枠で2014年8月1日から9月3日まで放送されたほか、テレビ大阪やBS11、KNTV、LaLaTVなどでも放送された。

## 登場人物

### 主要人物
ハリュ
演 - クォン・サンウ（日本語吹替：真殿光昭）
検事。
チュ・ダヘ
演 - スエ
大統領夫人。
ペク・トフン（ベク・ドフン）
演 - ユンホ（東方神起）（日本語吹替：宮野真守）
ペク・トギョンの実子。戸籍上はペク・チャンハクの息子。
ペク・トギョン
演 - キム・ソンニョン
ペク・チャンハクの一人娘。ペクハクグループの専務理事。

### 周辺人物
ペク・チャンハク
演 - イ・ドックァ
ペクハクグループ会長。トギョンとトフンの父。
ペク・チミ
演 - チャ・ファヨン
ペク・チャンハクの妹。トギョンとトフンの叔母。
チュ・ヤンホン
演 - イ・ジュユン
チュ・ダヘの義理の兄。
オム・サムド
演 - ソン・ジル
ハリュの師。
ホン・アンシム
演 - イ・イルファ
ハリュにとって姉か母のような人。
チョンダム洞のブランド女
演 - ソン・テヨン
ハリュがホストをしていた店の客。
チャ・シムボン
演 - コ・インボム
チャ・ジェウンとハリュの父。
ヤン・テクペ
演 - クォン・ヒョンサン
ハルの弟分。ホスト。
ソク・スジョン
演 - コ・ジュニ
ハルの双子の兄であるチャ・ジェウンの恋人。
ハ・ウンビョル
演 - パク・ミナ
ハリュとチュ・ダヘの一人娘。
チャ・ジェウン
演 - クォン・サンウ
ハリュの双子の兄。弁護士。
ソク・テイル
演 - チョン・ホビン
チュ・ダヘの3番目の男。ソク・スジョンの父。